# Grünsfeld
Grünsfeld – miasto w Niemczech, w kraju związkowym Badenia-Wirtembergia, w rejencji Stuttgart, w regionie Heilbronn-Franken, w powiecie Main-Tauber, siedziba wspólnoty administracyjnej Grünsfeld. Leży nad rzeką Grünbach, ok. 7 km na wschód od Tauberbischofsheim, przy autostradzie A81 i linii kolejowej Stuttgart-Würzburg.

## Współpraca
Miejscowości partnerskie:
- Großpostwitz, Saksonia
- Pfreimd, Bawaria